# Sylvia Albrecht
Sylvia Albrecht (ur. 28 października 1962 w Berlinie Wschodnim) – niemiecka łyżwiarka szybka reprezentująca NRD, brązowa medalistka olimpijska.

## Kariera
Największy sukces w karierze Sylvia Albrecht osiągnęła w 1980 roku, kiedy zdobyła brązowy medal w biegu na 1000 m podczas igrzysk olimpijskich w Lake Placid. W zawodach tych wyprzedziły ją jedynie Natalja Pietrusiowa z ZSRR oraz Amerykanka Leah Mueller-Poulos. Na tych samych igrzyskach Niemka była też dziewiąta w biegu na 1500 m oraz czternasta na dwukrotnie dłuższym dystansie. Nigdy nie zdobyła medalu mistrzostw świata, jej najlepszym wynikiem było czwarte miejsce wywalczone podczas mistrzostw świata w wieloboju sprinterskim w Inzell w 1979 roku. W walce o medal lepsza okazała się tam jej rodaczka Christa Rothenburger. W 1979 roku została mistrzynią NRD w wieloboju sprinterskim oraz na dystansach 500 m, 1000 m i 1500 m. W 1980 roku zakończyła karierę.